# روبن روخو
روبن روخو (انگلیسی: Rubén Rojo؛ ۱۵ دسامبر ۱۹۲۲ – ۳۰ مارس ۱۹۹۳) بازیگر اهل اسپانیا بود.
از فیلم‌ها یا برنامه‌های تلویزیونی که وی در آن نقش داشته‌است می‌توان به اسکندر کبیر و دو مسیر اشاره کرد.